# Jessica Nelson North
Jessica Nelson North (ur. 7 września 1891 w Madison w stanie Wisconsin, zm. 3 czerwca 1988 w Downers Grove w stanie Illinois) – amerykańska poetka.

## Życiorys
Jessica Nelson North była córką Davida Willarda Northa i Sary (Sarah) Elizabeth (Nelson) North. Była starszą siostrą Thomasa Sterlinga Northa, autora książek dla dzieci. Uzyskała bakalaureat w Lawrence College. Potem zrobiła dyplom na Uniwersytecie w Chicago, gdzie była przewodnicząca klubu poetyckiego. Jessica Nelson North była związana przez pewien czas z Poetry Magazine. Objęła stanowisko wydawcy tego pisma po Harriet Monroe w 1936 i w latach 1937-1942 edytowała je z Peterem De Vriesem. Z pismem współpracowała i później, aż do lat sześćdziesiątych. Zmarła 

## Twórczość
Jessica Nelson North była autorką tomików poetyckich The Prayer Rug (1923, wydanego pod nazwiskiem Jessica North MacDonald), The Long Leash (1928) i Dinner Party (1942). Wydała też powieści Arden Acres (1935) i Morning in the Land (1941). Oprócz tego była autorką książek dla dzieci, jak The Giant’s Shoe (1967).